# Gavinot hiperbori
El gavinot hiperbori (Larus hyperboreus) és una espècie d'ocell de la família dels làrids (Laridae) que habita costes i llacs de zones boreals, a Groenlàndia, Islàndia, Jan Mayen, Spitsbergen, Terra de Francesc Josep, Nova Terra, Nova Sibèria, nord de Rússia, Alaska i diverses illes àrtiques del Canadà.